# Мале Дюрягіно
Мале Дюря́гіно (рос. Малое Дюрягино) — село у складі Шуміхинського району Курганської області, Росія. Адміністративний центр та єдиний населений пункт Мало-Дюрягінської сільської ради.
Населення — 476 осіб (2017, 487 у 2010, 522 у 2002).
Національний склад станом на 2002 рік: росіяни — 96 %.